# Agnetha Fältskog (album)
Agnetha Fältskog to pierwszy solowy szwedzkojęzyczny album Agnethy Fältskog, jednej z członków zespołu ABBA. Album ukazał się w Szwecji w roku 1968 za pośrednictwem wytwórni płytowej Cupol.
W tamtym okresie Agnetha śpiewała w swoim rodzinnym mieście Jönköping wraz z zespołem Bengta Enghartsa. Zespół wysłał taśmę demo do wytwórni CBS Cupol jesienią 1967 roku. Producent Little Gerhard po wysłuchaniu strony B z piosenką "Jag var så kär" ("Byłam taka zakochana"), którą skomponowała sama Agnetha, postanowił zaprosić ją do Sztokholmu na nagranie piosenki w studiu nagraniowym. Agnetha przyjechała do Sztokholmu wraz ze swoim ojcem w październiku 1967 roku i nagrała piosenki: "Jag var så kär" oraz "Utan dej mitt liv går vidare" (obie autorstwa Agnethy), "Följ med mig" oraz "Slutet gott, allting gott". Pierwszym singlem, który ukazał się na rynku było Följ med mig/Jag var så kär.

## Utwory na płycie
Strona 1:
| 1. | "Jag var så kär" (Byłam taka zakochana)                                 | 2:15  |
|    |                                                                         |       |
| 2. | "Jag har förlorat dej" (Straciłam Cię)                                  | 3:25  |
|    |                                                                         |       |
| 3. | "Utan dej, mitt liv går vidare" (Bez Ciebie moje życie toczy się dalej) | 2:47  |
|    |                                                                         |       |
| 4. | "Allting har förändrat sej" (Wszystko się zmieniło)                     | 3:10  |
|    |                                                                         |       |
| 5. | "Försonade" (Zjednoczeni)                                               | 2:57  |
|    |                                                                         |       |
| 6. | "Slutet gott allting gott" (Wszystko dobre co się dobrze kończy)        | 1:43  |
|    |                                                                         |       |
|    |                                                                         | 16:17 |
|    |                                                                         |       |
Strona 2:
| 1. | "Tack Sverige" (Dziękuję Szwecjo)                                       | 3:00  |
|    |                                                                         |       |
| 2. | "En sommar med dej" (Lato z Tobą)                                       | 3:20  |
|    |                                                                         |       |
| 3. | "Snövit och de sju dvärgarna" (Królewna Śnieżka i siedmiu krasnoludków) | 3:07  |
|    |                                                                         |       |
| 4. | "Min farbror Jonathan" (Mój stryj Jonathan)                             | 2:31  |
|    |                                                                         |       |
| 5. | "Följ med mej" (Chodź ze mną)                                           | 1:35  |
|    |                                                                         |       |
| 6. | "Den jag väntat på" (Ten na którego czekałam)                           | 2:24  |
|    |                                                                         |       |
|    |                                                                         | 15:57 |
|    |                                                                         |       |

## Single
- "Följ med mej / Jag var så kär" (listopad 1967)
- "Slutet gott, allting gott / Utan dej" (marzec 1968)
- "En sommar med dig / Försonade" (1968)
- "Den jag väntat på / Allting har förändrat sig" (sierpień 1968)
- "Svövit och de sju dvärgarna / Min farbror Jonathan" (1968)